# Spider-Man (videogioco 2000)
Spider-Man è un videogioco di avventura dinamica uscito per PlayStation, Game Boy Color, Nintendo 64, Sega Dreamcast, Microsoft Windows e macOS nel 2000, prodotto da Activision e sviluppato da Neversoft, con protagonista l'Uomo Ragno, personaggio della Marvel Comics.

## Trama
La vicenda inizia durante un convegno scientifico dove il Dottor Octopus, che ha apparentemente abbandonato la vita malavitosa, svolge un importante esperimento. Tra gli spettatori sono presenti Peter Parker e Eddie Brock. Durante l'esperimento però si presenta un falso Spider-Man che ruba il macchinario di Octopus davanti a tutti e si allontana dopo aver frantumato la macchina fotografica di Eddie Brock. Peter si chiede chi possa essere quell'impostore, mentre Eddie si trasforma in Venom e giura vendetta contro Spider-Man per quello che è successo. Nel frattempo due tizi misteriosi utilizzano la macchina di Octopus per diffondere in tutta la città uno strano gas dai poteri ancora misteriosi.
Spider-Man comincia ad indagare su cosa sia successo realmente al convegno scientifico, e durante le indagini si imbatte in una rapina in banca dove i Ladri fanno alcuni ostaggi e innescano una bomba per far saltare in aria l'edificio: Spidey interviene e, dopo aver combattuto i Ladri e salvato gli ostaggi, butta la bomba dentro il caveau della banca salvandola dalla distruzione e fa arrestare tutti i Ladri, compreso il loro Capo.
Subito dopo Spidey riceve una chiamata da J. Jonah Jameson, il quale dice che in quel momento Scorpione lo sta attaccando per ucciderlo, ma la chiamata viene interrotta dallo stesso Scorpion: è una lotta contro il tempo per raggiungere il Daily Bugle prima che JJ venga ucciso. Per fortuna Spidey giunge in tempo prima che avvenga l'omicidio e ingaggia un duello con Scorpion; dopo averlo sconfitto JJ incolpa immediatamente Spider-Man del furto al convegno e dell'attacco e, giunta la polizia per arrestare Scorpion, comincia a dare la caccia a Spidey in quanto ormai ricercato. Mentre fugge dalla polizia Spidey incontra Daredevil che gli domanda se è davvero lui ad aver commesso il furto ai danni di Octopus: alla risposta negativa Devil capisce che è innocente e lo incita a trovare il vero colpevole prima che venga arrestato.
Dopo essere sfuggito alla polizia giunge la Gatta Nera che porta due notizie a Spider-Man: Rhino sta seminando il panico in una zona della città e Venom ha un messaggio per lui all'Empire State Building. Spidey decide di andare a vedere prima il messaggio del simbionte: Venom minaccia di fargliela pagare e di essere disposto a rapire persino la moglie di Peter, Mary Jane, per raggiungere il suo scopo. Spider-Man prende una decisione: prima catturerà Rhino, poi darà la caccia a Venom e infine andrà alla ricerca del vero colpevole del furto al convegno.
Giunti sul luogo dove dovrebbe trovarsi Rhino, quest'ultimo mette fuori combattimento la Gatta Nera di sorpresa e ingaggia una battaglia con Spidey: alla fine uscirà vincitore il supereroe. Dopo averlo sconfitto giunge la polizia in compagnia di Octopus che immobilizza Rhino permettendo alla polizia di arrestarlo. Subito dopo però la Gatta Nera viene portata via da un'ambulanza misteriosa: dentro ci sono i due tizi misteriosi che hanno diffuso il gas all'inizio del gioco.
Subito dopo Spidey parla con la Torcia Umana sulla Statua della Libertà riguardo al caso Venom, e una volta separati spunta fuori il simbionte pronto a vendicarsi: dopo un rapido inseguimento i due cominciano a combattere e, quando sembra che Spidey abbia la vittoria in pugno, Venom fugge nelle fogne ed ha inizio un lunghissimo inseguimento, ostacolato da molte Lucertole Mutanti ora al servizio del simbionte. Grazie ai consigli di Lizard, intrappolato nelle fogne da Venom, Spidey riesce finalmente a raggiungerlo, nel frattempo Venom ha catturato Mary Jane e appesa sopra acido bollente con lo scopo di attirare il supereroe nella sua trappola: ha così inizio un lungo e feroce combattimento dal quale alla fine esce vittorioso Spider-Man. Subito dopo Spidey spiega a Venom che non può essere stato lui a distruggere la sua macchina fotografica, perché Peter in quel momento era fra la folla; Venom comincia a capire che forse Spidey è veramente innocente e, dopo aver salvato Mary Jane che stava precipitando dentro acido bollente, forma un'alleanza temporanea con Spider-Man allo scopo di scoprire chi è il falso Spider-Man.
Mentre Spidey e Venom indagano, il gas misterioso comincia ad avere effetto: chiunque l'ha respirato si sta trasformando in un Simbionte e questi esseri stanno ormai invadendo la città: a quel punto Venom capisce che dietro a tutto questo deve esserci per forza suo figlio Carnage, e parte subito alla sua ricerca lasciando Spidey da solo contro i Simbionti. Dopo vari combattimenti con i Simbionti-Umani, Spidey trova finalmente il falso Spider-Man, che si rivela essere Mysterio, trasformatosi in lui tramite un effetto speciale. Dopo una dura battaglia, Spider-Man sconfigge Mysterio e lo costringe a confessare: qualcuno lo aveva ingaggiato chiedendogli di rubare il macchinario di Octopus fingendosi Spider-Man, ma non conosce di persona colui che l'ha assunto. Dopo aver consegnato Mysterio alla polizia, riesce a bloccare Punisher prima che potesse sparargli: quest'ultimo gli dice che qualcuno lo ha ingaggiato per ucciderlo e che questo personaggio misterioso si trova al magazzino numero 65 del porto.
Giunto lì, Spidey combatte ancora i Simbionti-Umani e libera la Gatta Nera, che era stata imprigionata in quell'edificio; dopo aver bloccato definitivamente il gas che tramuta in Simbionti, la Gatta Nera fugge a chiedere aiuto, mentre Spidey prosegue e si trova faccia a faccia con i due artefici di tutti, che sono Carnage e lo stesso Dottor Octopus: i due hanno ingaggiato Mysterio affinché rubasse per finta il macchinario dando la colpa a Spider-Man, così sarebbe stato ricercato in tutta la città e loro avrebbero potuto tranquillamente raggiungere il loro scopo: conquistare New York trasformando tutti gli umani in Simbionti al loro servizio. Subito dopo giunge in soccorso del supereroe Venom, che inizia subito una lotta contro Carnage, mentre il Dottor Octopus combatte contro Spidey. Il supereroe riesce a sconfiggere il malvagio dottore, mentre Venom ha la peggio contro il figlio ed è costretto a fuggire: Spidey e Carnage ingaggiano un combattimento all'ultimo sangue che è vinto alla fine da Spider-Man.
Dopo la sconfitta, Carnage abbandona il corpo di Cletus Kasady ed entra in quello del Dottor Octopus, creando il terribile Monster Ock. Spidey deve al tempo stesso sconfiggere il terribile mostro e fuggire dall'edificio, che da quando è stato chiuso il gas sta per esplodere. Dopo una lunga fuga e una lunga battaglia, Monster Ock rimane travolto da un'esplosione e Carnage è costretto a lasciare il corpo del dottore, svenuto ma salvo. Giunti fuori dall'edificio, sembra che per Spidey e Octopus sia la fine, ma giungono in loro soccorso la Gatta Nera, Venom e Capitan America, e così riescono a fuggire grazie alla macchina volante di quest'ultimo. Il macchinario è andato distrutto, così i Simbionti-Umani tornano normali e la pace ritorna definitivamente su New York.
Il gioco si conclude con due scene simultanee: in una Spider-Man, Daredevil, Punisher, Capitan America, la Gatta Nera e la Torcia Umana festeggiano la vittoria appena conquistata ballando e giocando a poker (Venom è assente perché ormai è tornato un nemico); nell'altra il Dottor Octopus, Rhino, Scorpion, Mysterio e il Capo dei Ladri si trovano nella stessa cella della prigione di New York e passano il tempo giocando anche loro a poker.

## Modalità di gioco
Il gioco consente di controllare Spider-Man di livello in livello, che ha un diverso obiettivo come raggiungere l'uscita, salvare un ostaggio o sconfiggere un boss. L'Uomo Ragno è in grado di usare i suoi poteri per attraversare gli ambienti, arrampicarsi su mura e soffitti, oscillare a lunghe distanze e trasportarsi con le ragnatele su certi posti. Durante i combattimenti, l'Uomo Ragno può usare una scorta limitata di cartucce di ragnatele, usabili per bloccare o semplicemente picchiare i nemici, incrementare la forza dei suoi attacchi o formare una barriera esplosiva. Spider-Man può anche trovare dei fumetti, che sbloccano una copertina dei suoi fumetti nel menu principali, oltre che dei power-up come la Spider Armatura, con aumenti temporanei di attacco e difesa, e la Ragnatela Infuocata, efficaci contro i simbionti.

### Costumi alternativi
Nel gioco è possibile sbloccare diversi costumi, che possono migliorare o infierire sulle capacità di Spidey:
- Simbionte: permette di avere ragnatele infinite.
- Ben Reilly: uguale all'originale.
- Scarlet Spider-Man: uguale all'originale.
- Spider-Man 2099: raddoppia la forza
- Spider-Man Unlimited: permette schiacciando il tasto L2 di diventare invisibile.
- Uomo sacchetto (Bag Man): le cartucce di tela utilizzabili sono solo due.
- Cambio rapido: le cartucce di tela utilizzabili sono solo due.
- Peter Parker: le cartucce di tela utilizzabili sono solo due.
- Capitan Universo: Permette di avere vita e ragnatele infinite.

## Personaggi
- Spider-Man: protagonista di quest'avventura.
- Venom: Eddie Brock sarà prima un nemico di Spider-Man e, una volta sconfitto, un suo alleato. Viene sconfitto da Carnage.
- Gatta Nera: Felicia Hardy tenta di aiutare Spider-Man, viene però ferita da Rhyno e catturata dagli scagnozzi del Dottor Octopus.
- Mary Jane Watson: Moglie di Peter, viene catturata da Venom.
- J. Jonah Jameson: Lo scorbutico redattore del Daily Bugle viene aggredito dallo scorpione e accusa di tutto Spider-Man, nonostante questi l'abbia salvato.
- Dottor Octopus: Il folle scienziato cerca di conquistare la città, ma verrà sconfitto dal Tessiragnatele.
- Carnage: "Figlio" di Venom, è il "braccio" dello scienziato, sconfigge Venom ma soccomberà di fronte a Peter.
- Mysterio: L'illusionista, che aveva interpretato Spider-Man durante l'esperimento di Dock Ock, verrà sconfitto nonostante i suoi trucchi da Spider-Man nel suo rifugio.
- Rhino: Viene sconfitto a causa della sua scarsa velocità ed intelligenza.
- Lo Scorpione: Mac Gargan, trasformato in un super-criminale da JJ, cercherà di ucciderlo ma verrà sconfitto.
- Monster Ock: Boss finale del gioco. Fusione tra il Dottor Octopus e Carnage, tenta di sconfiggere Spider-Man, ma viene sconfitto definitivamente.

## Accoglienza
| Testata                                 | Versione | Giudizio |
| --------------------------------------- | -------- | -------- |
| Metacritic (media al 30 gennaio 2020)   | DC       | 80/100   |
| Metacritic (media al 30 gennaio 2020)   | N64      | 72/100   |
| Metacritic (media al 30 gennaio 2020)   | PC       | 68/100   |
| Metacritic (media al 30 gennaio 2020)   | PS       | 87/100   |
| GameRankings (media al 30 gennaio 2020) | DC       | 80%      |
| GameRankings (media al 30 gennaio 2020) | GBC      | 67%      |
| GameRankings (media al 30 gennaio 2020) | N64      | 83%      |
| GameRankings (media al 30 gennaio 2020) | PC       | 68%      |
| GameRankings (media al 30 gennaio 2020) | PS       | 87%      |
| AllGame                                 | DC       | [ 19 ]   |
| AllGame                                 | GBC      | [ 20 ]   |
| AllGame                                 | N64      | [ 21 ]   |
| AllGame                                 | PC       | [ 22 ]   |
| AllGame                                 | PS       | [ 23 ]   |
| EGM                                     | DC       | 7.5/10   |
| EGM                                     | N64      | 7/10     |
| EGM                                     | PS       | 7.83/10  |
| Eurogamer                               | PS       | 9/10     |
| Game Informer                           | N64      | 8/10     |
| GameFan                                 | PS       | 73%      |
| GamePro                                 | DC       | [ 30 ]   |
| GamePro                                 | N64      | [ 31 ]   |
| GamePro                                 | PS       | [ 32 ]   |
| GameRevolution                          | DC       | B        |
| GameRevolution                          | N64      | C        |
| GameRevolution                          | PS       | B−       |
| GameSpot                                | DC       | 7.2/10   |
| GameSpot                                | GBC      | 6.5/10   |
| GameSpot                                | N64      | 7.8/10   |
| GameSpot                                | PC       | 6.6/10   |
| GameSpot                                | PS       | 7.7/10   |
| GameSpy                                 | DC       | 8/10     |
| GameSpy                                 | PC       | 77%      |
| GameZone                                | DC       | 7/10     |
| GameZone                                | PC       | 7/10     |
| IGN                                     | DC       | 8.4/10   |
| IGN                                     | GBC      | 9/10     |
| IGN                                     | N64      | 8.5/10   |
| IGN                                     | PC       | 6/10     |
| IGN                                     | PS       | 9/10     |
| Next Generation                         | DC       | [ 50 ]   |
| Next Generation                         | PS       | [ 51 ]   |
| Nintendo Power                          | GBC      | 7.1/10   |
| Nintendo Power                          | N64      | [ 53 ]   |
| OPM                                     | PS       | [ 54 ]   |
| PC Gamer (US)                           | PC       | 78%      |

Pur variando di versione in versione, Spider-Man ha ricevuto un'accoglienza molto positiva. GameRankings ha votato 86.53% la versione PlayStation, 66.91% quella Game Boy Color, 82.52% quella Nintendo 64, 80.23% quella Dreamcast, e 67.96% quella PC. Metacritic ha votato 87 su 100 la versione PlayStation, 72 su 100 quella Nintendo 64, 80 su 100 quella Dreamcast, e 68 su 100 quella PC.
IGN ne ha votato la versione PlayStation con un 9 su 10, chiamandolo "forse il miglior gioco su Spider-Man di sempre". GameSpot ha dato alla stessa versione un 7.7, chiamandola "quadro eccellente su cui basare i futuri giochi di Spider-Man - e un gioco eccezionale da giocare". Anche Greg Orlando della rivista Next Generation ne ha votato la versione PlayStation, e le ha dato quattro stelle su cinque, dichiarando: "Eccellente (Excelsior!)." Scott Steinberg, anch'egli della rivista Next Generation, ne ha recensito quella per Dreamcast, con lo stesso voto del collega, quattro stelle su cinque, dichiarando "Un'avventura d'azione supereroe divertente ma leggermente imperfetta che ti farà rimbalzare dalle pareti. Letteralmente."
La versione PlayStation del gioco ha ricevuto un premio Platino" dalla Entertainment and Leisure Software Publishers Association (ELSPA), grazie alle sue 300,000 copie vendute nel Regno Unito.